# Magnus Täcklind (ingenjör)
Sven Zackarias Magnus Täcklind, född den 19 mars 1874 i Hörby församling, Malmöhus län, död den 18 februari 1943 i Stockholm, var en svensk ingenjör och företagsledare.
Täcklind innehade firman Jean L. Roths efterträdare M. Täcklind och var verkställande direktör för aktiebolaget Åtvidabergs spårväxlar och signalfabrik. Han var aktiv i föreningslivet, bland annat som kassaförvaltare för Barnens dag och Barnens ö samt som styrelsemedlem i Blomsterfonden. Täcklind blev riddare av Vasaorden 1923 och av Nordstjärneorden 1932.